# NK Solin
NK Solin ist ein kroatischer Fußballverein aus der südkroatischen Stadt Solin.

## Geschichte
Der Fußballverein aus Solin ist der älteste Sportverein der Stadt, wurde 1919 gegründet, und ist bis heute recht erfolgreich. Gegründet wurde er unter dem Namen Dioklecijan, doch schon 1924 wird er in  NK Jadro umbenannt. Ab 1931 nennt er sich nur noch NK Solin. Ein Jahr später wird man offizielles Mitglied des Unterverbandes Split, wo man bis zur Auflösung des Vereins 1937 durch die damalige Regierung, vertreten ist. Nach dem Zweiten Weltkrieg wird der Verein 1945 als Fiskulturno Društvo (FD) Naprijed wieder gegründet. Ein Jahr später ändert man erneut den Namen in FD Cement Solin. Erst ab dem Jahr 1951 nennt man den Verein wieder NK Solin. Diesen behält er auch bis zum Krieg in Kroatien 1991 bei. Der Krieg brachte einige Veränderungen und des Öfteren wurde der Hauptsponsor geändert, was einen jeweiligen Namenszusatz zur Folge hatte. So nannte man sich 1991–94 NK MAR Solin, 1995–97 NK Solin Kaltenberg und von 1999–2004 NK Solin Građa. Seit 2004 trägt man ebenso wie in den Jahren dazwischen den Namen NK Solin.
Unter diesem Namen ist man aktuell in der zweiten Liga vertreten, in der man sich schon seit ihrer Gründung 1991 befindet. NK Solin ist der einzige Verein der seit der Gründung immer in der zweiten Liga spielt.

## Erfolge
Den größten Erfolg erlangte man 1980/81 mit dem Erreichen des ersten Platzes in der 1. Kroatischen Republikliga (damals die dritte Liga Jugoslawiens), und somit den Aufstieg in die zweite Jugoslawische Liga. Davor war man 1974 Erster in der Dalmatinischen Liga und stieg in die 1. Kroatische Republikliga auf. Dort blieb man auch bis zum Aufstieg 1980/81. 1978 hatte man ebenfalls den ersten Platz in der 1. Kroatischen Liga erlangt, jedoch gab es damals eine Relegation zum Aufstieg, die man mit 1:0 und 0:2 gegen Segesta Sisak verloren hatte.
Nach sechs Jahren Zweitklassigkeit hatte man 1989/90 die Chance zum Aufstieg in die erste Liga, doch scheiterte man in der Relegation an NK Trešnjevka Zagreb. Ein Jahr später stand man abermals in der Relegation zum Aufstieg und bezwang dabei NK Samobor mit 1:1 und 0:0 sowie NK Špansko Zagreb mit 2:0 und 1:3. Durch den Krieg, der in diesem Jahr begann und der damit verbundenen Trennung des kroatischen Fußballverbandes vom jugoslawischen, kam es zu Änderungen im Spielsystem und NK Solin wurde in die zweite Liga eingestuft. Ein Jahr später war man wieder Erster in der zweiten Liga, jedoch punkt- und torgleich mit dem Zweitplatzierten NK Pomorac. Da beide Ligaspiele im direkten Vergleich auch jeweils 0:0 endeten gab es ein Relegationsspiel. Dies entschied NK Pomorac mit 1:1 und 2:1 für sich.
Seitdem ist man ständiger Gast in der zweiten Liga und hatte noch einmal im Jahre 2001 die Chance auf den Aufstieg, als die erste Liga auf 16 Mannschaften aufgestockt wurde. Doch in der Relegation unterlag man aufgrund der Auswärtstorregel NK Marsonia Slavonski Brod mit 5:2 und 0:3.
Pokalerfolge:
- 17 × Dalmatinischer Pokal
- 1 × Kroatischer Amateurpokal  (1977)
- 1 × 1/8-Finale Jugoslawischer Pokal (3:6 gegen Roter Stern Belgrad)
- 1 × 1/16-Finale Kroatischer Pokal (0:3 gegen NK Zagreb)

## Ehemalige bekannte Spieler
- Tonči Gabrić
- Mate Baturina
- Ivan Režić
- Đovani Roso
- Vlatko Đolonga
- Ivica Huljev
- Luka Vučko